# Eschdorf
Eschdorf är en ort i Luxemburg.   Den ligger i kommunen Esch-sur-Sûre i kantonen Wiltz och distriktet Diekirch, i den nordvästra delen av landet, 30 kilometer norr om huvudstaden Luxemburg. Eschdorf ligger 503 meter över havet och antalet invånare är 433.
Terrängen runt Eschdorf är kuperad åt nordost, men åt sydväst är den platt.  Närmaste större samhälle är Ettelbruck, 13 kilometer öster om Eschdorf. 
I omgivningarna runt Eschdorf växer i huvudsak blandskog. Runt Eschdorf är det ganska glesbefolkat, med 38 invånare per kvadratkilometer.